# Trärossläktet
Trärossläktet (Merremia) är ett växtsläkte i familjen vindeväxter med omkring 80 arter från Afrika, Asien, Australien och varmare delar av Amerika. 

## Bildgalleri

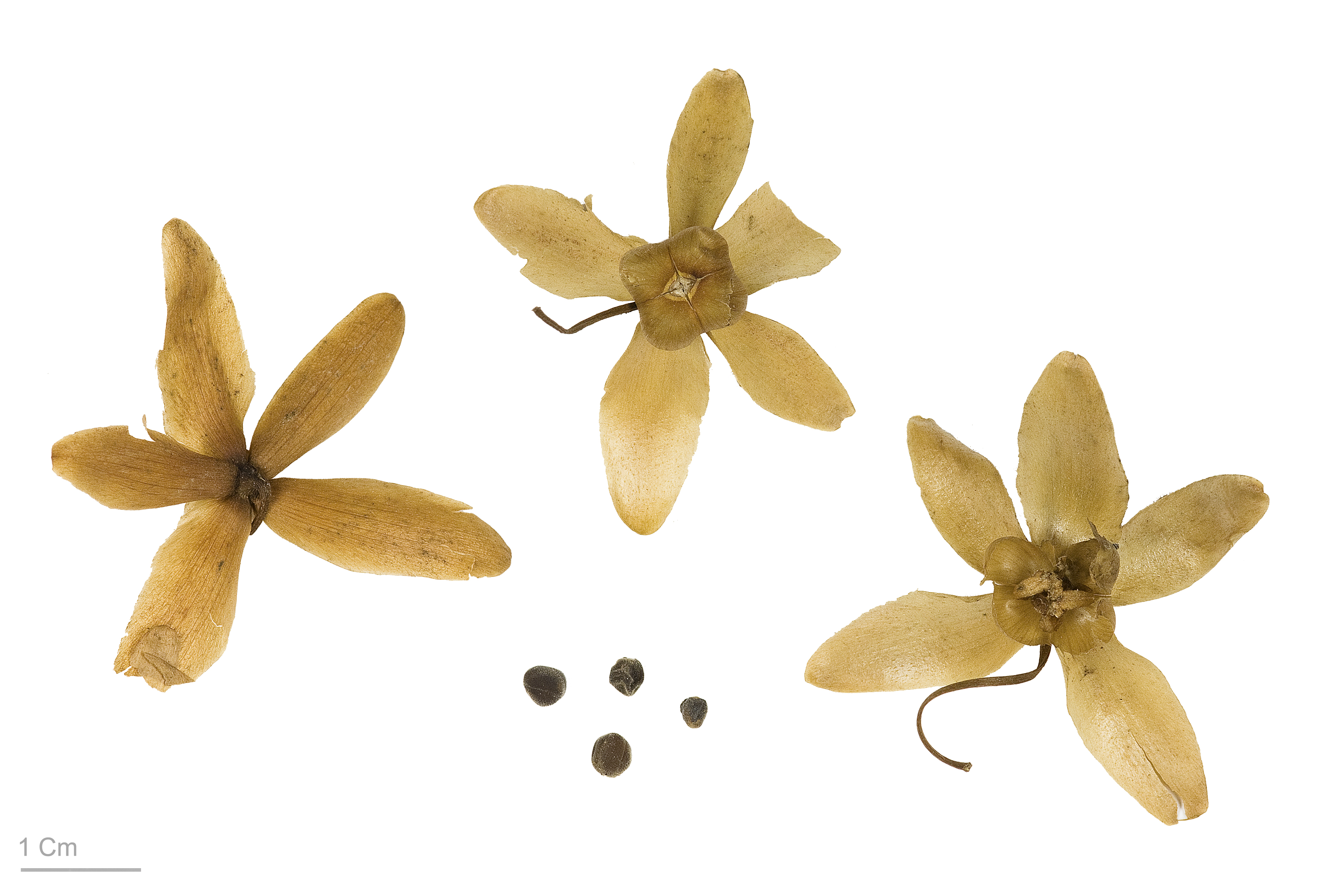
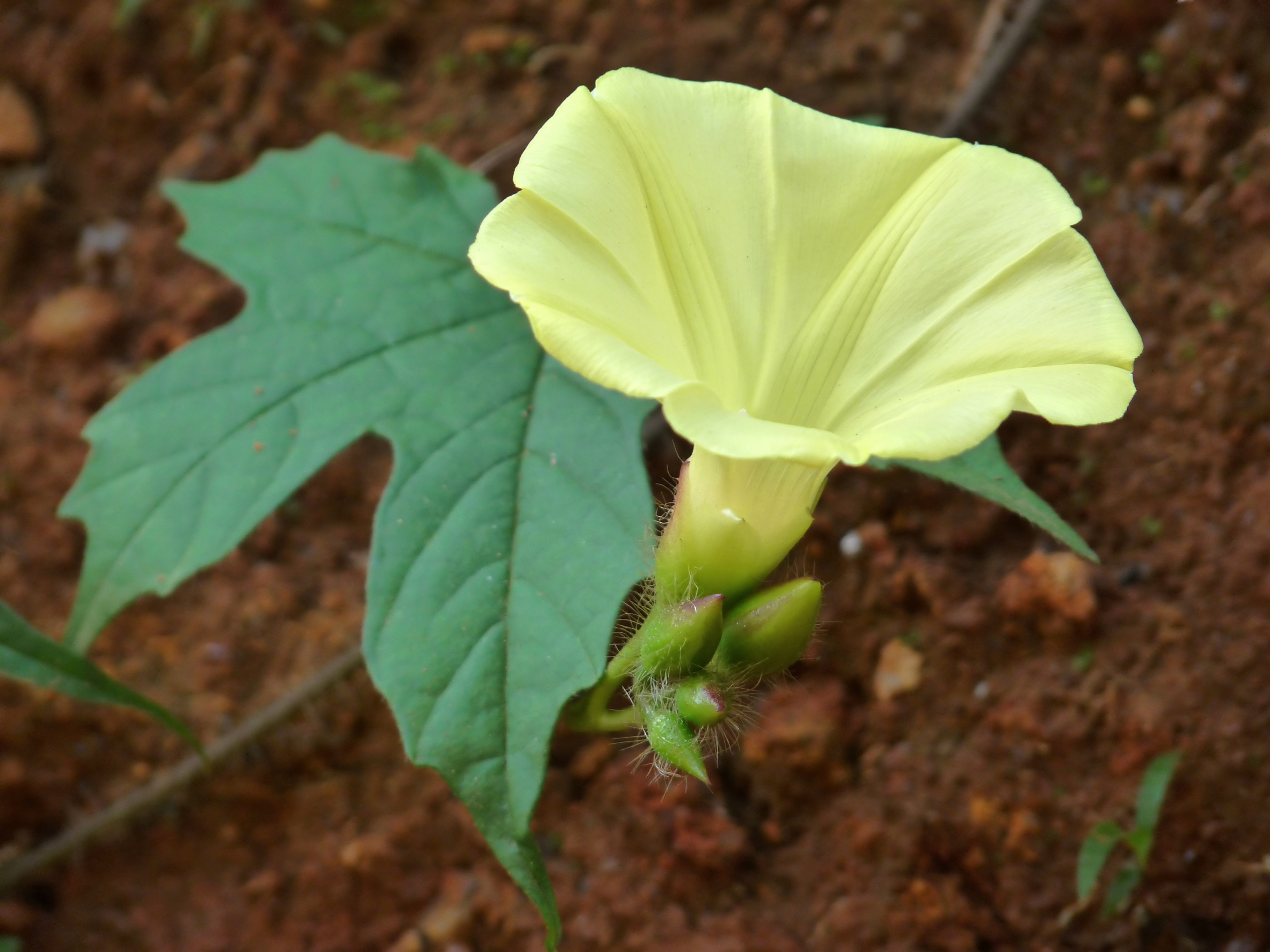

## Dottertaxa tillMerremia, i alfabetisk ordning[1]
- Merremia aegyptia
- Merremia ampelophylla
- Merremia aniseiifolia
- Merremia aturensis
- Merremia austinii
- Merremia bambusetorum
- Merremia bimbim
- Merremia bipinnatipartita
- Merremia boisiana
- Merremia bracteata
- Merremia caloxantha
- Merremia calyculata
- Merremia candeoi
- Merremia cielensis
- Merremia cissoides
- Merremia clemensiana
- Merremia collina
- Merremia cordata
- Merremia crassinervia
- Merremia davenportii
- Merremia dichotoma
- Merremia digitata
- Merremia dimorphophylla
- Merremia discoidesperma
- Merremia dissecta
- Merremia eberhardtii
- Merremia ellenbeckii
- Merremia emarginata
- Merremia flagellaris
- Merremia gallabatensis
- Merremia gemella
- Merremia gorinii
- Merremia gracilis
- Merremia grandiflora
- Merremia guerichii
- Merremia hainanensis
- Merremia hassleriana
- Merremia hederacea
- Merremia hemmingiana
- Merremia heringeri
- Merremia hirta
- Merremia hornbyi
- Merremia hungaiensis
- Merremia kentrocaulos
- Merremia kimberleyensis
- Merremia kingii
- Merremia korthalsiana
- Merremia longipedunculata
- Merremia macdonaldii
- Merremia macrocalyx
- Merremia malvaefolia
- Merremia mammosa
- Merremia maypurensis
- Merremia multisecta
- Merremia nervosa
- Merremia obtusa
- Merremia pacifica
- Merremia palmata
- Merremia palmeri
- Merremia pavonii
- Merremia peltata
- Merremia pierrei
- Merremia pinnata
- Merremia platyphylla
- Merremia poranoides
- Merremia porrecta
- Merremia pterygocaulos
- Merremia pulchra
- Merremia quercifolia
- Merremia quinata
- Merremia quinquefolia
- Merremia rajasthanensis
- Merremia repens
- Merremia retusa
- Merremia rhynchorrhiza
- Merremia sapinii
- Merremia semisagitta
- Merremia sibirica
- Merremia similis
- Merremia somalensis
- Merremia spongiosa
- Merremia steenisii
- Merremia stellata
- Merremia subpalmata
- Merremia subsessilis
- Merremia ternifolia
- Merremia thorelii
- Merremia tomentosa
- Merremia tonkinensis
- Merremia truncata
- Merremia tuberosa
- Merremia umbellata
- Merremia warderensis
- Merremia weberbaueri
- Merremia verdcourtiana
- Merremia verecunda
- Merremia verruculosa
- Merremia vitifolia
- Merremia wurdackii
- Merremia xanthophylla
- Merremia yunnanensis